# Janelle Monáe
Janelle Monáe, pseudonimo di Janelle Monáe Robinson (Kansas City, 1º dicembre 1985), è una cantautrice, attrice, attivista e modella statunitense.
Fondatrice della casa di produzione discografica e cinematografica Wondaland Arts Societ, Monáe ha ricevuto otto candidature ai Grammy Award ed è stata riconosciuta con l'ASCAP Vanguard Award, il Rising Star Award (2015) e il Trailblazer of the Year (2018) ai Billboard Women in Music.
Il suo primo EP Metropolis: Suite I (The Chase) viene pubblicato nel 2007, per essere successivamente incorporato nel suo primo album The ArchAndroid del 2009 sostenuto dal brano Tightrope. Nel 2013 pubblica The Electric Lady che raggiunge la 5ª posizione della Billboard 200 statunitense, promosso dal singolo Q.U.E.E.N., vincitore di un MTV Video Music Awards, un NAACP Image Award e un Soul Train Music Award. Monáe ottiene il successo internazionale con la collaborazione We Are Young con la band Fun., vendendo 11 milioni di copie globalmente. Successivamente all'album collaborativo Wondaland Presents: The Eephus, da cui estrae il singolo Yoga, nel 2018 viene pubblicato il terzo progetto solista, Dirty Computer, elogiato dalla critica e sostenuto dal singolo Make Me Feel. Nel 2023, a cinque anni di distanza, pubblica il quarto album in studio The Age of Pleasure.
Dal 2016 ha intrapreso la carriera cinematografica recitando nei film Il diritto di contare e Moonlight, entrambi ampiamente elogiati dalla critica, grazie a cui Monáe ha ricevuto un SAG Award, un Critics' Choice Award, un Independent Spirit Award e un Satellite Award. Successivamente ha recitato in Harriet (2019) e Antebellum (2020), oltre che nella serie televisiva Homecoming (2020). Nel 2022 recita nel film Glass Onion: Knives Out vincendo il National Board of Review Award alla miglior attrice e un Satellite Award. Nel 2023 i Critics' Choice Awards hanno insignito l'artista con il #SeeHer Award per onorare "i personaggi interpretati autenticamente, sfuggono agli stereotipi e si spingono oltre i limiti, e quelle che si battono per l'uguaglianza di genere".
La cantante è inoltre sostenitrice della libertà dell'identità di genere, della comunità LGBT, dei diritti delle donne e del movimento per i diritti civili degli afroamericani, esprimendoli attraverso l'arte e la moda, venendo riconosciuta sia con il Board of Directors’ Tribute Award e l'American Ingenuity Award dal Council of Fashion Designers of America.

## Biografia

### 2007-2011:MetropoliseThe ArchAndroid

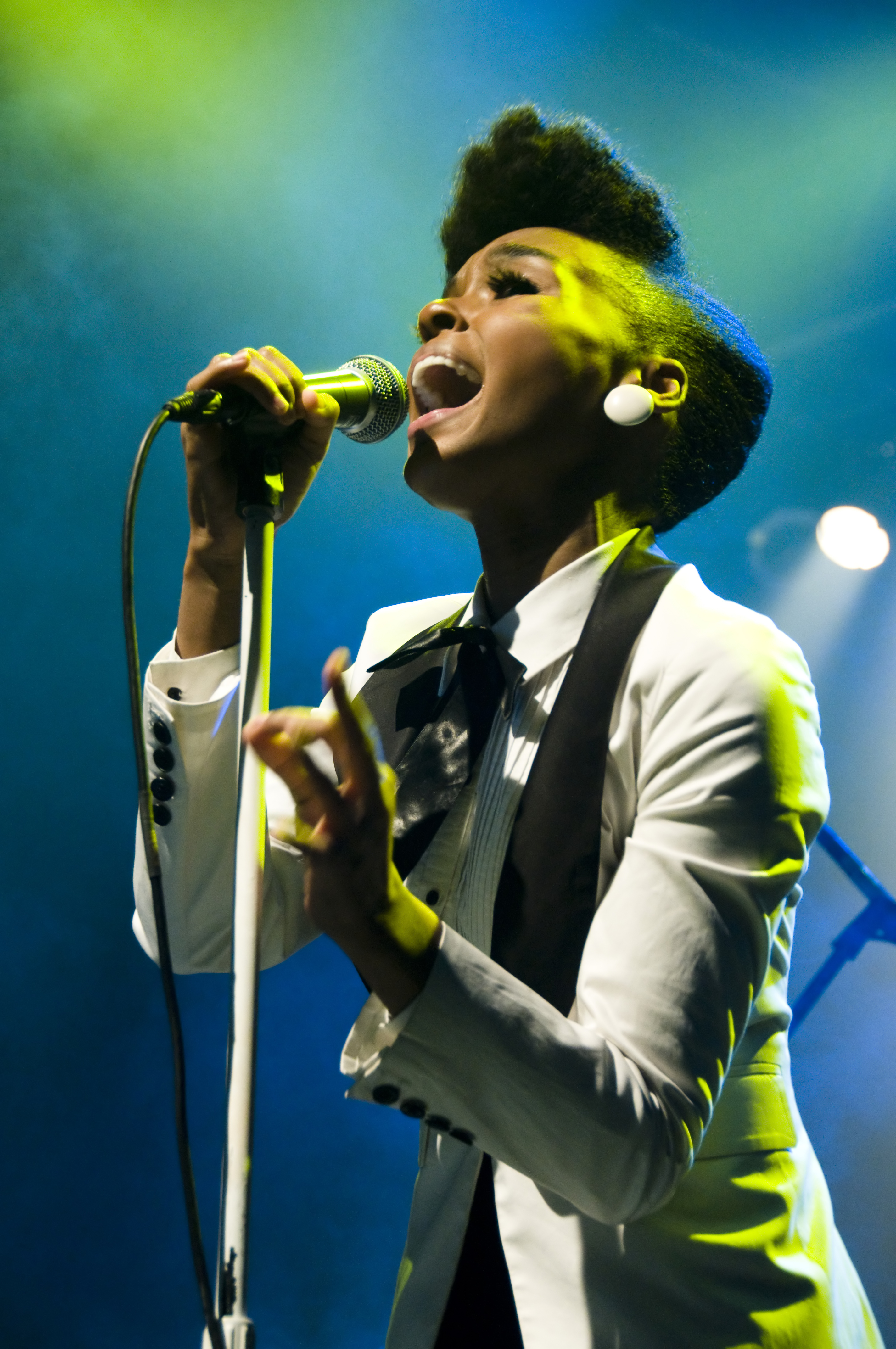
Janelle Monáe nel 2009

Nata e cresciuta a Kansas City, si trasferisce a New York per studiare teatro alla American Musical and Dramatic Academy. Inizialmente era intenzionata a perseguire una carriera a Broadway, ma presto cambiò idea indirizzandosi verso la musica.
Dopo essersi trasferita ad Atlanta, fonda la Wondaland Arts Society composta da giovani artisti. Sempre ad Atlanta conosce Big Boi degli OutKast, e partecipa all'album Idlewild nelle tracce Call The Law e In Your Dreams. Nel 2007 pubblica il suo primo lavoro solista, l'EP Metropolis. Inizialmente era stato concepito come un concept album in quattro parti, o suite, che dovevano essere distribuiti attraverso il suo sito web e siti di download MP3. Dopo l'uscita della prima parte, Metropolis: Suite I (The Chase) a metà del 2007, questi piani sono stati modificati a seguito della sua firma con l'etichetta di Sean "Diddy" Combs Bad Boy Records, avvenuta nel corso dell'anno.
L'etichetta ha pubblicato la prima suite nell'agosto 2009 reintitolata Metropolis: The Suite Chase (Special Edition), in cui sono stati inseriti due nuovi brani. L'EP è stato ben accolto dalla critica, facendo ottenere alla Monáe una candidatura ai Grammy Awards 2009 nella categoria Best Urban/Alternative Performance per il suo singolo Many Moons, e permettendole di partecipare a festival e aprire i concerti del gruppo indie pop Of Montreal. Ha inoltre aperto alcune date del tour estivo del 2009 dei No Doubt.
Il 18 maggio 2010 viene pubblicato il suo primo album The ArchAndroid, in cui sono state assorbite la seconda e terza suite del progetto Metropolis. The ArchAndroid è un concept album in cui Cindi Mayweather, l'alter ego androide della Monáe - protagonista anche in Metropolis: Suite I (The Chase) - si delinea come una figura messianica nel mondo di Metropolis popolato da androidi. La Monáe ha ricevuto un Vanguard Award dall'ASCAP nel 2010.

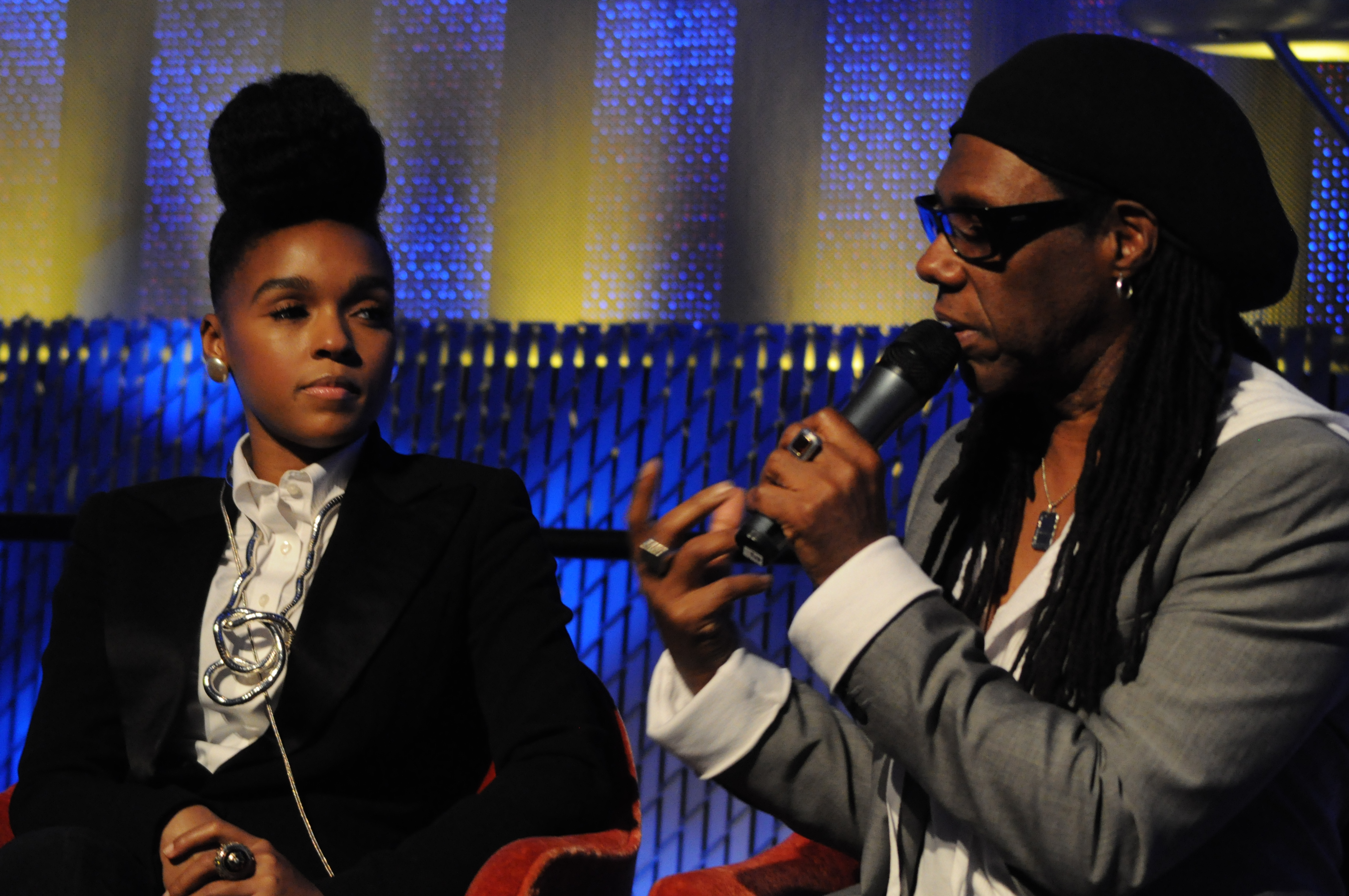
Janelle Monáe e Nile Rodgers al 2010 Pop Conference di Seattle, Washington.

Il progetto della serie Metropolis trae ispirazione da un'ampia gamma di risorse musicali e cinematografiche, tra cui le opere di Hitchcock, Debussy e Philip K. Dick, oltre al film muto Metropolis di Fritz Lang che la Monáe cita come "il padrino dei film di fantascienza". Oltre a riprenderne il nome, l'album condivide con l'originario Metropolis lo stile visivo (la copertina dell'album richiama il manifesto iconico del film del 1927), temi sociali e politici attraverso immagini di scenari futuri, smuovendo questioni attuali di pregiudizio e di classe. In tale contesto la protagonista è però introdotta con un effetto diverso. Mentre l'androide Maria di Metropolis rappresenta il male, una forza devastante verso la classe operaia fortemente segregata della città, la musa messianica Cindi immaginata dalla Monáe rappresenta un'interpretazione androide di quella minoranza segregata che la stessa Monae descrive come "... l'Altro. Pure io mi sento, come tutti noi ad un certo punto, nella maggioranza o nella minoranza, considerata come l'Altro". Nello sviluppo della storia alla base del concept album, ambientata nel 2719, Cindi è una androide che si innamora di un uomo che non può frequentare a causa delle restrizioni imposte dalla società, diventando la paladina di un movimento per sconfiggere il pregiudizio, guidando la gente alla ribellione e alla ricerca della libertà.
Il primo singolo estratto da The ArchAndroid è Tightrope, candidato ai Grammy Awards 2011 come Best Urban/Alternative Performance, e seguito da Cold War. La Monae ha interpretato una cover di Smile di Charlie Chaplin su Billboard.com nel giugno dello stesso anno.
Nel 2011 ha collaborato con il gruppo musicale indie rock Fun. per il brano We Are Young, che ha raggiunto la vetta della classifica statunitense e ha ottenuto buoni risultati in altri paesi del mondo, con 10 milioni di copie vendute. Il brano riceve due candidature ai Grammy Awards 2012 nelle categorie Record of the Year e Best Pop Duo/Group Performance.

### 2012-2016:The Electric Lady, The Eephuse la carriera da attrice

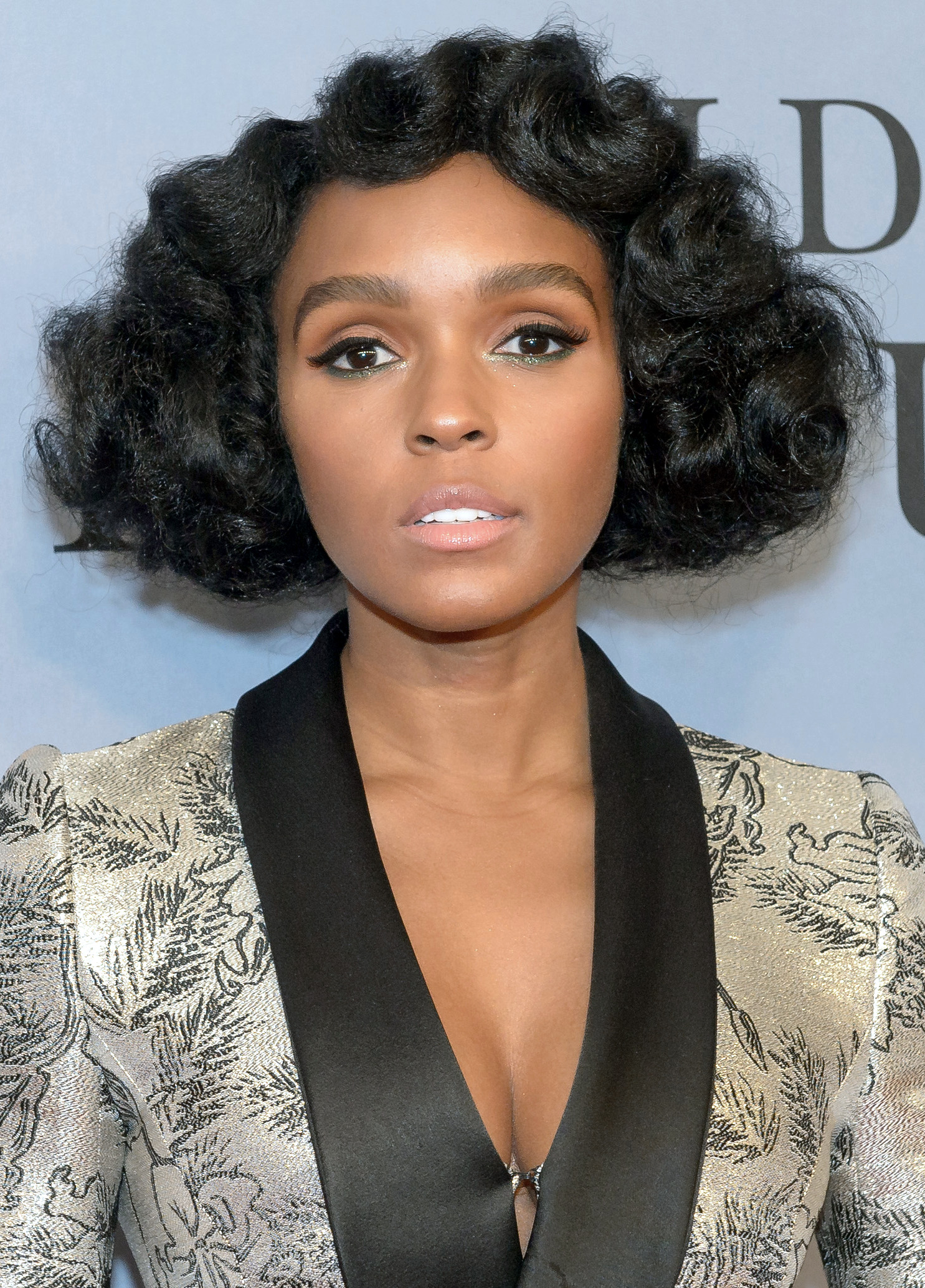
Janelle Monáe nel 2016

Nel 2013 collabora al brano Do My Thing della cantante Estelle ed è presente nell'album Magic di Sérgio Mendes nella traccia Visions of You". Il 10 settembre 2013 viene pubblicato il suo secondo album, intitolato The Electric Lady. L'album sperimenta vari generi tra cui folk, jazz, gospel e il pop punk e contiene anche una collaborazione con Prince, nella traccia Givin em what they love, con Solange Knowles in Electric Lady e Miguel in PrimeTime. Il singolo Q.U.E.E.N. (Queer, Untouchables, Emigrants, Excommunicated, and Negroid) anticipa l'album, seguito poi Dance Apocalyptic. Nell'edizione del 2013 degli MTV Video Music Awards Q.U.E.E.N. vince nella categoria Best Art Director.
Il 14 aprile 2014 viene premiata con l'Harvard College Women's Center Award for Achievement in Arts and Media per i suoi contributi artistici e sostegno al femminismo. Riceve inoltre il titolo di Woman of the Year al Celebration of Black Women gala dell'Università di Harvard. Inoltre nel 2014 da voce a un personaggio del film Rio 2 - Missione Amazzonia e canta la colonna sonora What Is Love.
Nel febbraio del 2015 Monae annuncia la nascita dalla propria casa discografica Wondaland Arts Society (oggi denominata Wondaland Records) in partnership con la Epic Records. Dal disco The Eephus, che vede la partecipazione di Deep Cotton, Jidenna, St. Beauty e Roman GianArthur, vengono estratti i singoli Yoga e Classic Man. L'EP viene pubblicato il 14 agosto 2015, debuttando alla posizione numero 22 della Billboard 200 e alla posizione numero 5 della top R&B/Hip-Hop Albums con una vendita di 47.000 unità. Sempre nel 2015 partecipa al singolo Pressure Off che precede l'album "Paper Gods" dei Duran Duran.
Nel 2016 Janelle esordisce come attrice in due film: Moonlight e Il diritto di contare; in quest'ultimo partecipa inoltre in due canzoni Isn't This the World e Jalapeño. I due film ricevono numerose candidature e premi tra cui ai Premi Oscar in cui Moonlight vince tre statuette, tra le quali miglior film. Vince inoltre numerosi premi sia come singola attrice sia come parte del cast dei due film; tra questi un Critics' Choice Awards, uno Screen Actors Guild Award e un Satellite Award. Le viene conferito inoltre il Virtuosos Award ai Santa Barbara International Film Festival e il Breakthrough Award agli Essence Black Women in Hollywood Awards. Nello stesso anno compone la colonna sonora, Hum Along and Dance (Gotta Get Down), della serie The Get Down per Netflix.

### 2017-2019:Dirty Computere progetti cinematografici e di doppiaggio

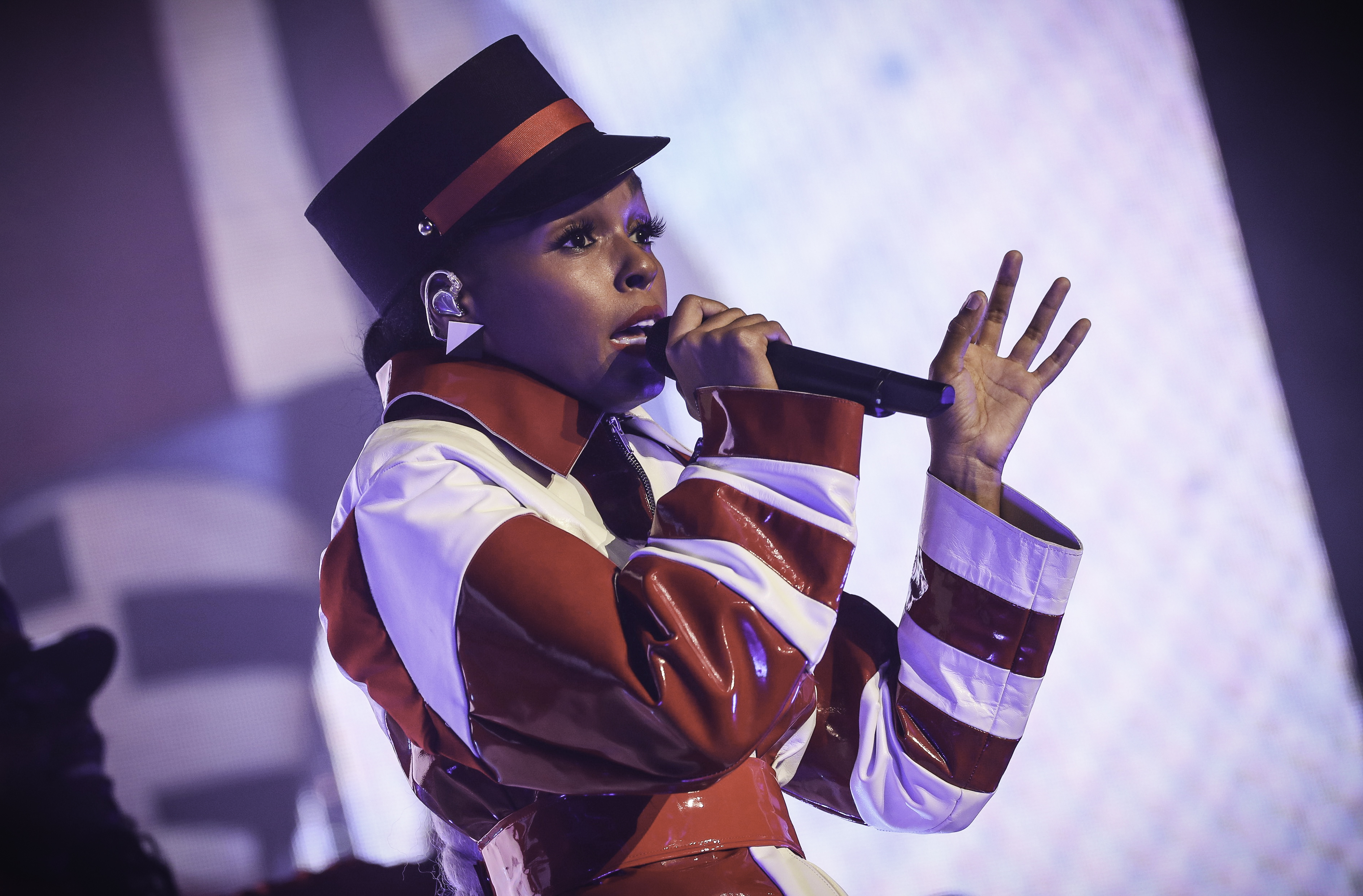
La cantante in un'esibizione durante il Dirty Computer Tour.

Nel 2017 viene confermata la presenza dell'artista nella serie televisiva Philip K. Dick's Electric Dreams basata sui testi di Philip K. Dick e recita anche nel film Benvenuti a Marwen.

Il 23 febbraio 2018 vengono pubblicati i singoli Make Me Feel e Django Jane, mentre il 10 aprile successivo il singolo Pynk. I singoli hanno anticipato la pubblicazione del suo terzo album Dirty Computer, uscito il 27 aprile successivo, accompagnato da un lungometraggio. Nell'album, oltre alle collaborazioni con Pharrell Williams, Grimes e Brian Wilson, la cantante conferma in un'intervista che Prince la stava seguendo nel progetto musicale, dichiarando:
(Janelle Monáe)
L'album debutta alla posizione numero 6 della Billboard 200 ed entra nella top ten di Canada, Regno Unito ed Irlanda. Annuncia il Dirty Computer Tour negli Stati Uniti e successivamente estende due date nel Regno Unito. Riceve una candidatura ai Grammy Awards 2019 nella categoria Album of the Year mentre Pynk riceve una nomination nella categoria Video of the Year. Il brano riceve inoltre tre candidature agli MTV Video Music Awards del 2018, tra cui Best Video with a Message. Ai Billboard Women in Music riceve il premio Trailblazer of the Year per i suoi contributi artistici nel panorama discografico. Il 3 gennaio 2019 il Coachella Valley Music and Arts Festival annuncia che la Monáe si esibirà sul palco con Childish Gambino e il Glastonbury Festival conferma la presenza della cantante al festival. Pochi giorni dopo l'annuncio della partecipazione al Coachella Festival, viene pubblicato il brano Screwed, che vede la collaborazione di Zoë Kravitz e la presenza nel videoclip di Tessa Thompson.
Il 3 maggio 2019 esce il film di animazione UglyDolls dove presta voce al personaggio Mandy e partecipa all'album tratto dal film insieme alle altre star coinvolte nei progetto, tra cui Kelly Clarkson, Pitbull, Anitta, Nick Jonas e Blake Shelton. L'album debutta alla prima posizione della US Kid Albums e decima della US Soundtrack Albums. È stata annunciata la partecipazione al cast del film biografico Harriet sull'attivista afroamericana Harriet Tubman in uscita a novembre 2019 e al live action del film di animazione Lilli e il vagabondo della Walt Disney, per il quale interpreterà tre canzoni, tra cui la Canzone dei gatti siamesi, riscritta dalla stessa cantante sia per le sue connotazioni razziste percepite ai giorni nostri, sia per adattarsi alle rappresentazioni dei personaggi nel film.

### 2020-presente: Proseguimento della carriera da attrice e nuovi progetti discografici
Sempre in veste di attrice viene annunciato che sarà la protagonista della seconda stagione della serie televisiva di Amazon Prime Homecoming diretto dal premio Oscar Julia Roberts. Inoltre recita nel thriller-horror Antebellum di Gerard Bush e Christopher Renz, anch'esso esclusiva Prive Video, entrambi distribuiti nel 2020. La regista Julie Taymor afferma di star lavorando con la Monae per il suo prossimo film biografico su Gloria Steinem dal titolo The Glorias: A Life on the Road. Nel 2020 pubblica il brano Turtntable, dalla colonna sonora del film di Prime Video All In: The Fight For Democracy.
Nel 2021 firma un contratto tra Sony Music e sua casa la produzione discografica e cinematografica Wondaland Arts Society. Il 4 luglio 2021 è stata pubblicata su Netflix We The People, una serie in 10 parti di video musicali animati, creata da Chris Nee, con Kenya Barris come showrunner e prodotta da Barack e Michelle Obama, in cui la cantante ha interpretato differenti brani. Nell'aprile 2022, Harper Voyager ha pubblicato il suo primo libro, The Memory Librarian: And Other Stories of Dirty Computer. Nel 2022 Monáe ha interpretato le sorelle gemelle Helen e Cassandra "Andi" Brand nel film Glass Onion - Knives Out, diretto da Rian Johnson, per il quale ha ricevuto il plauso della critica, vincendo il National Board of Review Award alla miglior attrice e un Satellite Award assieme al cast.
A maggio 2023 esce il nuovo singolo Lipstick Lover che anticipa il suo nuovo album The Age of Pleasure.

## Vita privata
Nel 2018, con un'intervista concessa alla rivista Rolling Stone, ha fatto coming out come pansessuale. Dal 2015 al 2019 ha avuto una relazione con l'attrice Tessa Thompson.

## Stile musicale,Cindi Mayweathere Prince

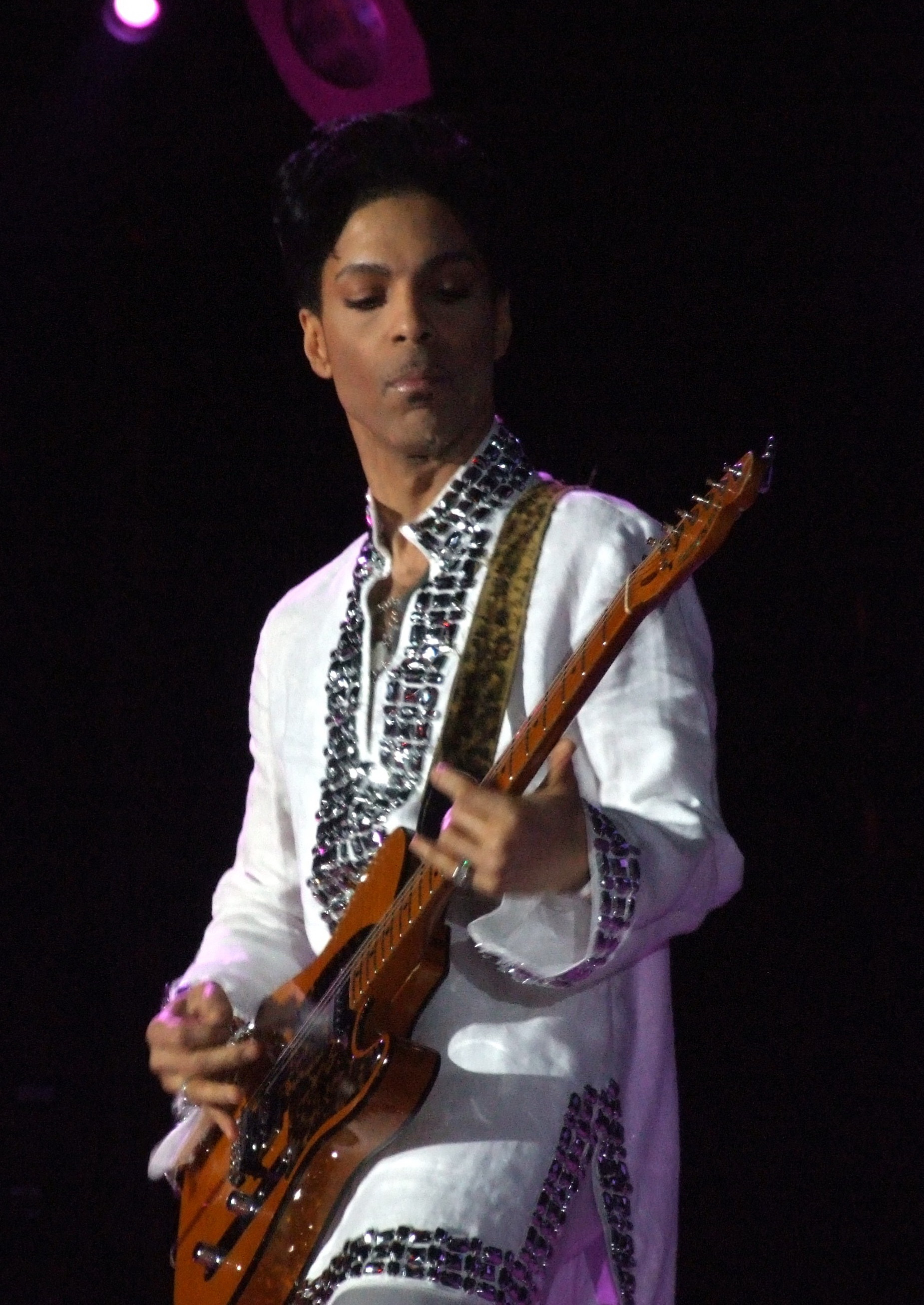
Prince, di cui era amica e con cui ha anche collaborato, è stato uno degli artisti che hanno maggiormente influenzato la cantante.

Monáe possiede una voce da mezzosoprano. L'artista ha dichiarato di avere un alter-ego di nome Cindi Mayweather che è dell'anno 2719. Nel suo primo EP Metropolis: Suite I (The Chase) ha dato al suo alter-ego una storia affermando che era in fuga dopo aver infranto la legge nella sua città natale di Metropolis innamorandosi di un essere umano di nome Anthony Greendown: L'Archandroid, Cindi, è il mediatore, tra la mente e la mano. Lei è la mediatrice tra chi ha e chi non ha, l'oppresso e l'oppressore. È come l'Arcangelo nella Bibbia e ciò che Neo rappresenta in Matrix". Nel suo secondo album, Cindi Mayweather è tornata sulla Terra per liberare i metropolitani dal Gran Divide, un'oligarchia oppressiva che usava il viaggio nel tempo per "sopprimere la libertà e l'amore".
Il The Daily Telegraph ha pubblicato un'intervista di Monáe, parlando del suo primo album, in cui la giornalista Bernadette McNulty ha detto: Comincio a preoccuparmi per un momento che Monáe non sia solo una nerd fantascientifica senza umorismo, ma anche un androide, creato in laboratorio come un incrocio super-musicale tra James Brown, Judy Garland, André 3000, inventato per testare la disperata incredulità dei giornalisti musicali. Ha anche paragonato Monáe ad artisti come Annie Lennox, Lauryn Hill e Corinne Bailey Rae. The Guardian ha notato alcune delle sue influenze: Michael Jackson, Janet Jackson, Prince, OutKast, Erykah Badu, Grace Jones, Stevie Wonder, David Bowie, Jimi Hendrix, Bernard Herrmann, Funkadelic e String Band. Matthew Valnes paragona il suo stile di danza nel video musicale per Tightrope a quello di James Brown.
Le radici di Monáe a Kansas City, dove è nata e cresciuta, sono evidenti nei testi secondo Pitchfork, e i suoi stili musicali sono stati descritti come un viaggio orchestrale impetuoso animato da voci da blockbuster, immagini misteriose e note pop e jazz degli anni Sessanta". Matthew Valnes descrive Monáe come un'innovazione del Neo-Afrofuturismo contemporaneo, dove il suo ruolo androide è usato come strumento per criticare la rappresentazione delle musiciste nere nel genere funk. La musica funk degli anni '60 e '80 è uno stile musicale prevalente che influenza prevalentemente la cantante. Sul sito web della Wondaland Arts Society Collective, di proprietà della Monáe, affermano: Crediamo che ci siano solo tre forme di musica: buona musica, cattiva musica e funk".

La cantante ha citato David Bowie, Stevie Wonder e Prince come sue fonti di ispirazione. In un'intervista a The Guardian avvenuta dopo la morte di Prince, Janelle Monáe racconta:
(Janelle Monáe)

## Filantropia

### Moda e genderfluid
La cantante si è esposta anche sulla moda e di come essa definisca un gender:
Sento di avere la responsabilità nei confronti della mia comunità e di altre giovani ragazze di contribuire a ridefinire l'aspetto di una donna. Non credo nell'abbigliamento maschile o femminile, mi piace solo quello che mi piace. E penso che dovremmo essere rispettate solo per il fatto di essere un individuo [...]. Sono stata sulla copertina di Vogue, ora, e su diverse pubblicazioni, il che è straordinario, perché penso che mostri solo una prospettiva diversa di come le donne possono vestirsi.
Per queste ragioni ha descritto lo smoking dal gusto dandi come un'uniforme per la sua carriera, dichiarando: Lo smoking è un'uniforme standard, è così di classe ed è uno stile di vita che mi piace. Mi mantiene equilibrata. Mi guardo come una tela. Non voglio annebbiarmi con troppi colori o impazzirò. Per la sua capacità di esprimersi attraverso la moda è stata insignita del Board of Directors’ Tribute Award e dell'American Ingenuity Award dal Council of Fashion Designers of America.

### Wondaland Arts Society
Con la fondazione della Wondaland Arts Society, Janelle Monáe fa uscire i "Ten Droid Commandments", con i quali si prefigge di trasportare coloro che ascolteranno la musica prodotta dalla comunità in un'atmosfera in cui Abbandonate le vostre aspettative sull'arte, la razza, il genere, la cultura e la gravità e di trasmettere questo senso di libertà alle prossime generazioni, chiamati Bambini con le ali. In questo modo spera che le sue decisioni artistiche diano agli altri il coraggio di uscire dalla norma e sentirsi se stessi.

### Diritti civili
L'artista è inoltre una sostenitrice della comunità LGBT, essendo pansessuale, dichiarando di essere cresciuta in una comunità battista del Kansas dove non poteva esprimere se stessa poiché era ritenuto un peccato. Con il lancio di Dirty Computer ha dichiarato: Voglio che le ragazze, i ragazzi, i non binari, gli etero, i gay, i Queer che hanno difficoltà a gestire la loro sessualità, che hanno a che fare con il sentirsi ostracizzati o vittime di bullismo solo per il fatto di essere il loro sé unico, sappiano che vi vedo e vi sostengo. È inoltre sostenitrice dei diritti della comunità afroamericana.
Il 9 febbraio 2020, Monáe ha aperto la 92ª edizione dei Premi Oscar 2020 con una canzone di Billy Porter che ha messo in evidenza i molti film candidati e quelli snobbati dall'Accademia, tra cui Dolemite Is My Name e Midsommar - Il villaggio dei dannati.

## Discografia
- 2010 – The ArchAndroid
- 2013 – The Electric Lady
- 2018 – Dirty Computer
- 2023 – The Age of Pleasure

## Tour
- Metropolis Tour (2008)
- The ArchAndroid Tour (2010)

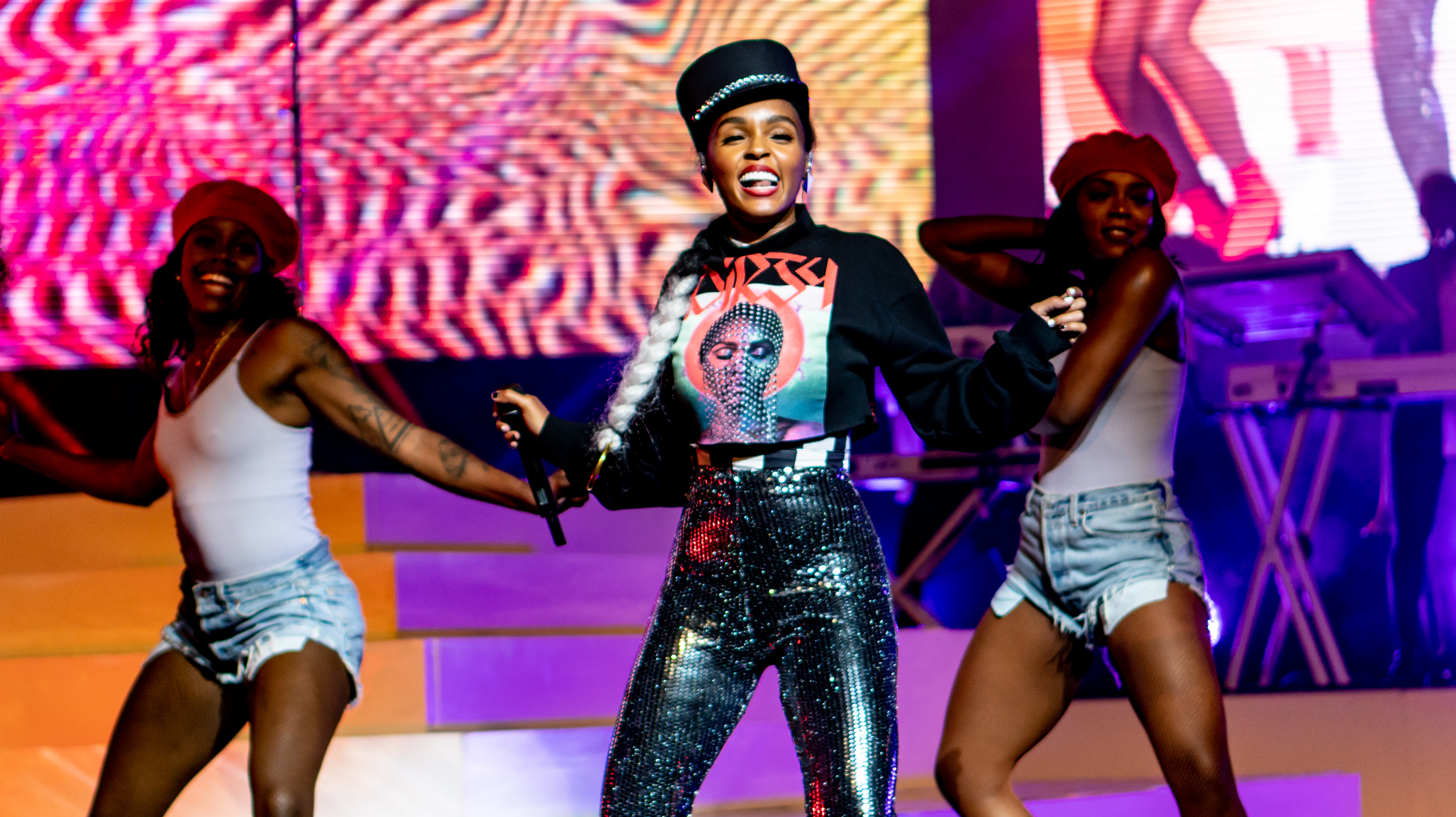
Janelle Monáe durante il Dirty Computer World Tour (2019)

- Hooligans in Wondaland (con Bruno Mars) (2011)
- Campus Consciousness Tour (con Fun.) (2011)
- Summer Soul Festival (con Amy Winehouse e Mayer Hawthorne) (2011)
- The Electric Lady Tour (2013)
- The Golden Electric Tour (con Kimbra) (2014)
- Dirty Computer Tour (2018)
- The Age of Pleasure Tour (2023)

## Filmografia

### Attrice

#### Cinema
- Moonlight, regia di Barry Jenkins (2016)
- Il diritto di contare (Hidden Figures), regia di Theodore Melfi (2016)
- Benvenuti a Marwen (Welcome to Marwen), regia di Robert Zemeckis (2018)
- Harriet, regia di Kasi Lemmons (2019)
- Antebellum, regia di Gerard Bush e Christopher Renz (2020)
- The Glorias, regia di Julie Taymor (2020)
- Glass Onion: Knives Out (Glass Onion: A Knives Out Mystery), regia di Rian Johnson (2022)

#### Televisione
- Philip K. Dick's Electric Dreams, serie TV episodio 1x08 (2017)
- Homecoming, serie TV (2020)

### Doppiatrice
- American Dad! - serie TV, 1 episodio (2013)
- Rio 2 - Missione Amazzonia (Rio 2), regia di Carlos Saldanha (2014)
- Pupazzi alla riscossa (UglyDolls), regia di Kelly Asbury (2019)
- Lilli e il vagabondo (Lady and the Tramp), regia di Charlie Bean (2019)
- IF - Gli amici immaginari (IF), regia di John Krasinski (2024)

## Campagne pubblicitarie
- volto per Sonos HiFi (2012)
- volto per Cover Girl, cosmesi (dal 2013)
- volto per Google Play (2014)
- volto per Pepsi-Cola (2014, 2016)
- volto per la campagna There's Only One per Tiffany & Co. (2017)

## Riconoscimenti

### Musica
Grammy Awards
- 2009 – Candidatura alla miglior interpretazione urban/alternative per Many Moons
- 2011 – Candidatura alla miglior interpretazione urban/alternative per Tightrope
- 2011 – Candidatura al miglior album Contemporary R&B per The ArchAndroid
- 2013 – Candidatura all'album dell'anno per Some Nights (come artista collaborativo)
- 2013 – Candidatura alla registrazione dell'anno per We Are Young
- 2013 – Candidatura alla miglior interpretazione pop vocale di gruppo/duo per We Are Young
- 2019 – Candidatura all'album dell'anno per Dirty Computer
- 2019 – Candidatura al miglior videoclip per Pynk

ASCAP Awards
- 2010 – Vanguard Award
- 2019 – Top R&B/Hip-hop Songs per I Like That

BET Awards
- 2014 – Candidatura alla migliore artista femminile R&B/Pop
- 2015 – Candidatura alla migliore artista femminile R&B/Pop
- 2018 – Candidatura al BET HER Award per Django Jane
- 2019 – Candidatura al BET HER Award per Pynk

Billboard Music Awards
- 2013 – Candidatura al Top Streaming Song (Audio) per We Are Young[69]
- 2013 – Candidatura al Top Streaming Song (Video) per We Are Young
- 2013 – Candidatura al Top Digital Song per We Are Young[69]
- 2013 – Candidatura al Top Rock Song per We Are Young[69]

Billboard Women in Music
- 2015 – Rising Star Award[73]
- 2018 – Trailblazer of the Year[74]

Black Girls Rock! Awards
- 2009 – Who Got Next Award
- 2012 – Young, Gifted & Black Award

Brit Awards
- 2014 – Candidatura alla migliore internazionale
- 2019 – Candidatura alla migliore internazionale

Edison Jazz-World Awards
- 2019 – Soul, Funk, R&B Award per Dirty Computer

Essence Awards
- 2011 – Black Women in Music Award

GLAAD Media Awards
- 2019 – Miglior artista musicale

International Dance Music Awards
- 2011 – Candidatura alla migliore artista esordiente[75]

MOBO Awards
- 2010 – Candidatura alla migliore artista internazionale[76]

MTV Europe Music Awards
- 2012 – Candidatura alla miglior canzone per We Are Young

MTV Video Music Awards
- 2010 – Candidatura alla migliore coreografia per Tightrope[77]
- 2012 – Candidatura al miglior video pop per We Are Young
- 2013 – Miglior regia per Q.U.E.E.N.
- 2018 – Candidatura alla miglior video con un messaggio sociale per Pynk
- 2018 – Candidatura alla miglior montaggio per Make Me Feel
- 2018 – Candidatura alla migliore scenografia per Make Me Feel

MuchMusic Video Awards
- 2017 – Miglior video EDM/Dance per Venus Fly
- 2017 – Candidatura al miglior video pop per Venus Fly
- 2017 – Candidatura al video preferito dai fan per Venus Fly
- 2017 – Candidatura alla migliore regia per Venus Fly

NAACP Image Award
- 2014 – Candidatura alla migliore artista femminile
- 2014 – Candidatura al miglior album per The Electric Lady
- 2014 – Candidatura alla migliore canzone per Q.U.E.E.N.
- 2014 – Miglior video musicale per Q.U.E.E.N.
- 2019 – Candidatura alla migliore artista femminile
- 2019 – Candidatura al miglior album per Dirty Computer

NME Awards
- 2011 – Migliore canzone per Tightrope

Soul Train Music Award
- 2010 – Centric Award
- 2010 – Candidatura alla migliore interpretazione dance per Tightrope
- 2013 – Candidatura alla migliore artista R&B/Soul
- 2013 – Candidatura al The Ashford and Simpson Songwriter's Award per Q.U.E.E.N.
- 2013 – Candidatura alla migliore interpretazione dance per Q.U.E.E.N.
- 2013 – Candidatura alla migliore collaborazione per Q.U.E.E.N.
- 2013 – Video dell'anno per Q.U.E.E.N.
- 2014 – Candidatura alla migliore artista R&B/Soul
- 2014 – Candidatura al miglior album per The Electric Lady
- 2014 – Candidatura alla migliore interpretazione dance per Electric Lady
- 2014 – Candidatura alla migliore collaborazione per PrimeTime
- 2015 – Candidatura alla migliore artista R&B/Soul
- 2015 – Candidatura alla migliore interpretazione dance per Yoga

Teen Choice Awards
- 2012 – Brano di un gruppo/duo preferito per We Are Young
- 2012 – Candidatura alla canzone rock preferita per We Are Young

UK Music Video Awards
- 2018 – Candidatura al miglior artista

### Film, televisione e colonne sonore
Critics' Choice Awards
- 2016 – Candidatura alla migliore attrice non protagonista per Hidden Figures
- 2016 – Candidatura al miglior cast corale per Hidden Figures
- 2016 – Miglior cast corale per Moonlight
- 2023 – #SeeHer Award
- 2023 – Candidatura alla migliore attrice non protagonista per Glass Onion - Knives Out
- 2023 – Miglior cast corale per 'Glass Onion - Knives Out'

Screen Actors Guild Award
- 2017 – Miglior cast per Hidden Figures
- 2017 – Candidatura al miglior cast per Moonlight

AAFCA Awards
- 2017 – Migliore attrice esordiente
- 2017 – Miglior cast per Hidden Figures

Black Reel Awards
- 2017 – Miglior attrice rivelazione per Hidden Figures
- 2017 – Candidatura alla miglior attrice non protagonista per Hidden Figures e Moonlight
- 2017 – Candidatura al miglior cast per Hidden Figures
- 2017 – Miglior cast per Moonlight
- 2018 – Candidatura alla miglior attrice in una serie drammatica per Electric Dreams
- 2020 – Candidatura alla miglior attrice non protagonista per Harriet
- 2020 – Candidatura alla miglior attrice in una serie drammatica per Homecoming
- 2023 – Candidatura alla miglior attrice non protagonista per Glass Onion - Knives Out

Boston Society of Film Critics
- 2016 – Miglior cast per Moonlight

BreakTudo Awards
- 2019 – Candidatura alla miglior colonna sonora per Unbreakable (colonna sonora di Pupazzi alla riscossa)

Chicago Film Critics Awards
- 2016 – Candidatura alla migliore attrice non protagonista per Hidden Figures
- 2016 – Candidatura alla miglior attrice esordiente per Hidden Figures

Gotham Awards
- 2016 – Special Jury Award al miglior cast per Moonlight

Hollywood Music in Media Awards
- 2019 – Candidatura alla miglior colonna sonora di un documentario per Turntable (colonna sonora di All In: The Fight for Democracy)

Hollywood Film Awards
- 2014 – Miglior canzone per What is Love[78] (colonna sonora di Rio 2)
- 2016 – Hollywood Spotlight Award per Hidden Figures

Hugo Awards
- 2020 – Candidatura al miglior cortometraggio drammatico per Dirty Computer

NAACP Image Award
- 2020 – Candidatura alla migliore attrice per Harriet
- 2020 – Candidatura al miglior cast per Harriet

National Board of Review
- 2017 – Miglior cast per Hidden Figures
- 2023 – Miglior attrice per Glass Onion: A Knives Out Mystery

Palm Springs International Film Festival
- 2017 – Ensemble Performance Award per Hidden Figures

Santa Barbara International Film Festival
- 2016 – Virtuosos Award

Satellite Awards
- 2014 – Candidatura alla miglior canzone originale per What is Love[80] (colonna sonora di Rio 2)
- 2017 – Miglior cast per Hidden Figures
- 2023 – Miglior cast per Glass Onion - Knives Out
- 2023 – Candidatura alla migliore attrice per Glass Onion - Knives Out

Teen Choice Awards
- 2017 – Candidatura alla migliore attrice esordiente per Hidden Figures

Women Film Critics Circle
- 2020 – Invisible Woman Award

## Doppiatrici italiane
Nelle versioni in italiano delle opere in cui ha recitato, Janelle Monáe è stata doppiata da:
- Chiara Gioncardi in Il diritto di contare, Homecoming, The Glorias
- Stella Musy in Moonlight
- Erica Necci in Philip K. Dick’s Electric Dreams
- Alessia Amendola in Benvenuti a Marwen
- Letizia Scifoni in Harriet
- Guendalina Ward in Antebellum
- Valentina Favazza in Glass Onion: Knives Out

Da doppiatrice è sostituita da:
- Gemma Donati in Lilli e il vagabondo (dialoghi)
- Arisa in Lilli e il vagabondo (canto)